# Mato Estreito
Mato Estreito es una localidad caboverdiana del municipio de Porto Novo.

## Geografía
La localidad está situada en la isla Santo Antão.

## Organización territorial
La localidad abarca los lugares y barrios de:
- Luis Spencer
- Mato Estreito
- Queimado